# Carlos Roldán (Musiker)
Carlos Roldán (Carlos Belarmino Porcal; * 31. Dezember 1913 in Montevideo; † 16. Juni 1973 in Buenos Aires, Argentinien) war ein uruguayischer Tangosänger und Schauspieler.

## Leben
Roldán war bereits in seiner Kindheit Refrainsänger (estribillista) im Orchester von Américo Pioli. Er nahm 1932 an einem Gesangswettbewerb der Radiostation Westinghouse teil und trat unter dem Namen Carlos Porcal bei Radio América und im Salón Harte Ateniense auf. 1933 wurde er Mitglied des Orquesta Típica Los Ceibos (u. a. mit dem Pianisten Jorge A. Puente, dem Bandoneonisten Silvio Bloes und dem Geiger José Marotti), das beim Sender Radio Oriental spielte. Nach einer Tournee durch Brasilien wurde er Ende 1933 Solosänger beim Sender Radio Nacional in Buenos Aires. Von dort aus tourte er mit seinen Begleitgitarristen durch Argentinien.
1938 sang er begleitet vom Orchester Pedro Maffias ein Duett mit Mercedes Simone. 1939 Nach einer Zwischenstation bei Radio Fénix wurde er mit seinen Gitarristen Mitte 1939 von Radio Belgrano engagiert und trat er in der Sendereihe El tango de oro (nach einem Skript von Homero Manzi) auf, an der u. a. die Orchester  Roberto Zerrillos, Antonio Suredas und Roberto Firpos mitwirkten.
1940 wurde er Sänger in Roberto Firpos Orchester. Als sich 1941 die Sänger Ernesto Famá und Francisco Amor vom Orchester Francisco Canaros trennten, engagierte dieser umgehend Roldán als Nachfolger. Den Wettbewerb um die zweite Stelle als Sänger gewann Eduardo Adrián. Die erste Aufnahme mit Canaro war 1941 Rodolfo Sciammarellas Walzer La vida en mil gramos. Im gleichen Jahr nahm er mit Osvaldo Fresedos Orchester die Milonga  Negra María von Lucio Demare und Homero Manzi auf. Mit Canaro trat er bis zur Trennung 1945 als Schauspieler und Sänger in musikalischen Komödien wie Sentimiento gaucho, Buenos Aires de ayer y hoy und Dos corazones auf. 1947 traf er mit Canaro nochmals zur Aufnahme des Tangos Yo sólo sé zusammen.
1945 leitete Roldán mit dem Pianisten José Pascual ein Orchester, das nur kurze Zeit bestand und beim Sender Radio Nacional in Montevideo spielte. Darauf trat er in Montevideo mit dem Orchester Emilio Pellejeros, mit Romeo Gavioli und Hugo Di Carlo auf, bis ihn 1949 Francisco Rotundo nach Buenos Aires zurückholte. Dort arbeitete er 1952–53 mit Roberto Caló und 1956 mit Miguel Caló zusammen. Weitere Aufnahmen in Montevideo entstanden u. a. mit Donato Racciatti, Luis Caruso, Hugo Di Carlo, Cecilio Duarte und Julio Arregui.
Auch in Uruguay wirkte Roldán in mehreren musikalischen Komödien als Sänger und Schauspieler mit, so in El nombre más lindo del mundo (1947), Muchachos que peinan canas (1957) und Lindo tiempo aquel de ayer. Rollen erhielt er auch in Daniel Tinayres Film Vidas marcadas (1942) und Antonio Solanos Buenos Aires canta (1947).